# Вранићи (Травник)
Вранићи су насељено место у Босни и Херцеговини у општини Травник у Средњобосанском кантону које административно припада Федерацији Босне и Херцеговине.  Према попису становништва из 2013. у насељу је живело 60 становника.

## Географија
Према попису становништва из 1991. у насељу је било 105 становника. Сви становници су били Муслимани, који се данас већином изјашњавају као Бошњаци.